# Jerry Rushing
Jerry Elijah Rushing, född omkring 1937 i Monroe, North Carolina, död 23 juli 2017 i Taylorsville, North Carolina, var en amerikan mest känd för sina år som spritsmugglare.
Rushing växte upp i en familj som försörjde sig på att sälja illegal whiskey. När Rushing var i unga tonåren blev det han som fick leverera whiskeyn, ett jobb som krävde sena nattleveranser i hög fart med bil, ofta med billjusen släckta. För att kunna klara av detta använde han en modifierad 1958 Chrysler 300D som gjorde upp emot 225 km/h, vilket var mycket snabbare än de flesta polisbilar på den tiden. Han döpte bilen till Traveler (ett L) efter sydstatsgeneralen Robert E. Lees favorithäst Traveller (två L). Bilen blev slutligen stoppad när bensinen tog slut under en biljakt, och sedan såld av en polis till en privatperson. Idag har bilen blivit restaurerad av Laurence Wolfel.
Filmen Moonrunners, regisserad av Gy Waldron, är baserad på Jerry Rushings liv och hans historier. Jerry Rushings liv är också grunden till TV-serien The Dukes of Hazzard.